# Live in Your Face
Live In Your Face è un live album dei Babylon A.D., uscito nel 1998 per l'Etichetta discografica Apocalypse Records.

## Tracce
1. Bang Go the Bell (Davis) 4:56
2. Hammer Swings Down (Davis) 3:21
3. The Kid Goes Wild (Davis) 5:08
4. So Savage the Heart (Davis) 6:16
5. Maryanne (Davis, DeLaRosa, Freschi, Pepe, Ponti) 4:00
6. Sacrifice Your Love (Davis) 6:03
7. Desperate (Babylon AD) 6:00
8. Take the Dog off the Chain (Davis) 4:53
9. Bad Blood (Davis) 4:11
10. Down the River of No Return (Davis) 3:18
11. Girls Got Rhythm (Scott, Young, Young) 3:49 (AC/DC Cover)
12. Rats in the Cellar (Perry, Tyler) 4:29 (Aerosmith Cover)

## Formazione
- Derek Davis - voce
- Danny De La Rosa - chitarra
- Ron Freschi - chitarra, voce
- Robb Reid - basso, voce
- Jamey Pacheco - batteria, percussioni